# Theodor Jacobsen Obszervatórium
A Washingtoni Egyetem seattle-i campusán működő Theodor Jacobsen Obszervatórium fenntartói az intézmény csillagászati tanszéke és a Seattle-i Csillagászati Társaság.
1891-ben Washington állam háromezer dollárt biztosított az első obszervatórium megépítésére. Dr. Joseph Taylor csillagászprofesszor a Lick Csillagvizsgálóba látogatott, ahol Schaeberle professzorral a megvásárolandó eszközökről egyeztettek. A lencséket John Brashear, a mechanikai elemeket pedig a Warner and Swasey Co. készítette. A Taylor által tervezett faépítményt két helyi asztalos szerelte össze.
1895-ben az egyetem új helyre költözött; az új csillagvizsgáló a campus második legrégebbi létesítménye, amelyet a Denny épület kivitelezését követően megmaradt homokkőből építettek fel.
A Theodor Jacobsen oktatóról elnevezett obszervatórium szerepel a történelmi helyek állami nyilvántartásában.

## Fordítás
- Ez a szócikk részben vagy egészben  a   Theodor Jacobsen Observatory című angol Wikipédia-szócikk ezen változatának fordításán alapul.  Az eredeti cikk szerkesztőit annak laptörténete sorolja fel. Ez a jelzés csupán a megfogalmazás eredetét és a szerzői jogokat jelzi, nem szolgál a cikkben szereplő információk forrásmegjelöléseként.